# قراءة مقلوبة
تمت صياغة مصطلح القراءة المقلوبة لأول مرة في العام 1925 بواسطة صموئيل أورتون كإجابة عن الآثار التي يصنعها عسر القراءة. على وجه التحديد، تمت صياغة هذه الكلمة الجديدة للتمييز بينها وبين كلمة عمى، لكن لم يتم إعطاء أية أسباب للفروق التي ظهرت، أو ما الذي تعنيه كلمة القراءة المقلوبة ما عدا كونها«اسم وصفي للمجموعة الكاملة من الأطفال الذين يجدون صعوبة غير عادية في تعلم القراءة» وفي وقت لاحق، تم تغيير هذا التعريف في العام 1937 لتحديد التالي كشرط، أنه يخلق صعوبة في رؤية نهايات الكلمات المكتوبة في لغات غير مألوفة خاصة تلك التي تحوي حروفًا تبدو متشابهة لبعضها مثل حروف b-d وm-n وp-q.